# 2906 Caltech
2906 Caltech là một tiểu hành tinh vành đai chính with a diameter of 57.98 kilometers và with a periapsis of 2.8018555 AU. Nó có độ lệch tâm là 0.1122644 và chu kỳ quỹ đạo là 2057.8994586 ngày (5.63 năm).
Calinger có vận tốc quỹ đạo trung bình là 16.75089193 km/s và độ nghiêng quỹ đạo là 30.6904°.
Thlà mộtsteroid was được phát hiện ngày 13 tháng 1 năm 1983 bởi Carolyn S. Shoemaker.